# Zoniopoda basalis
Zoniopoda basalis är en insektsart som beskrevs av Bruner, L. 1913. Zoniopoda basalis ingår i släktet Zoniopoda och familjen Romaleidae. Inga underarter finns listade i Catalogue of Life.